# Вильгельм I Завоеватель
Вильге́льм I Завоева́тель (англ. William I the Conqueror, фр. Guillaume le Conquérant, др.-англ. Wilhelm se Gehīersumiend, норманд. Gllâome lé Counqùéreus), также известный как Вильгельм Бастард (англ. William the Bastard, фр. Guillaume le Bâtard; около 1027/1028, Фалез, Нормандия — 9 сентября 1087, Руан, Нормандия) — герцог Нормандии с 1035 года под именем Вильгельм II, король Англии с 1066 года, организатор и руководитель нормандского завоевания Англии, один из крупнейших политических деятелей Европы XI века.
Восшествие Вильгельма на престол имело огромные последствия для развития Англии. Он основал единое Английское королевство, утвердил законоположения и систему управления им, создал армию и флот, провёл первую земельную перепись («Книга Страшного суда»), ввёл лесное законодательство, начал строить каменные крепости (первой в 1078 году стал Тауэр). Основным языком знати в Англии стал англо-нормандский язык, а сам английский язык обогатился многими сотнями французских слов, однако в течение ещё, как минимум, трёх столетий считался «простонародным наречием» и не употреблялся в среде знати.

## Биография

Рост Нормандского герцогства в X — первой половине XI века

### Происхождение

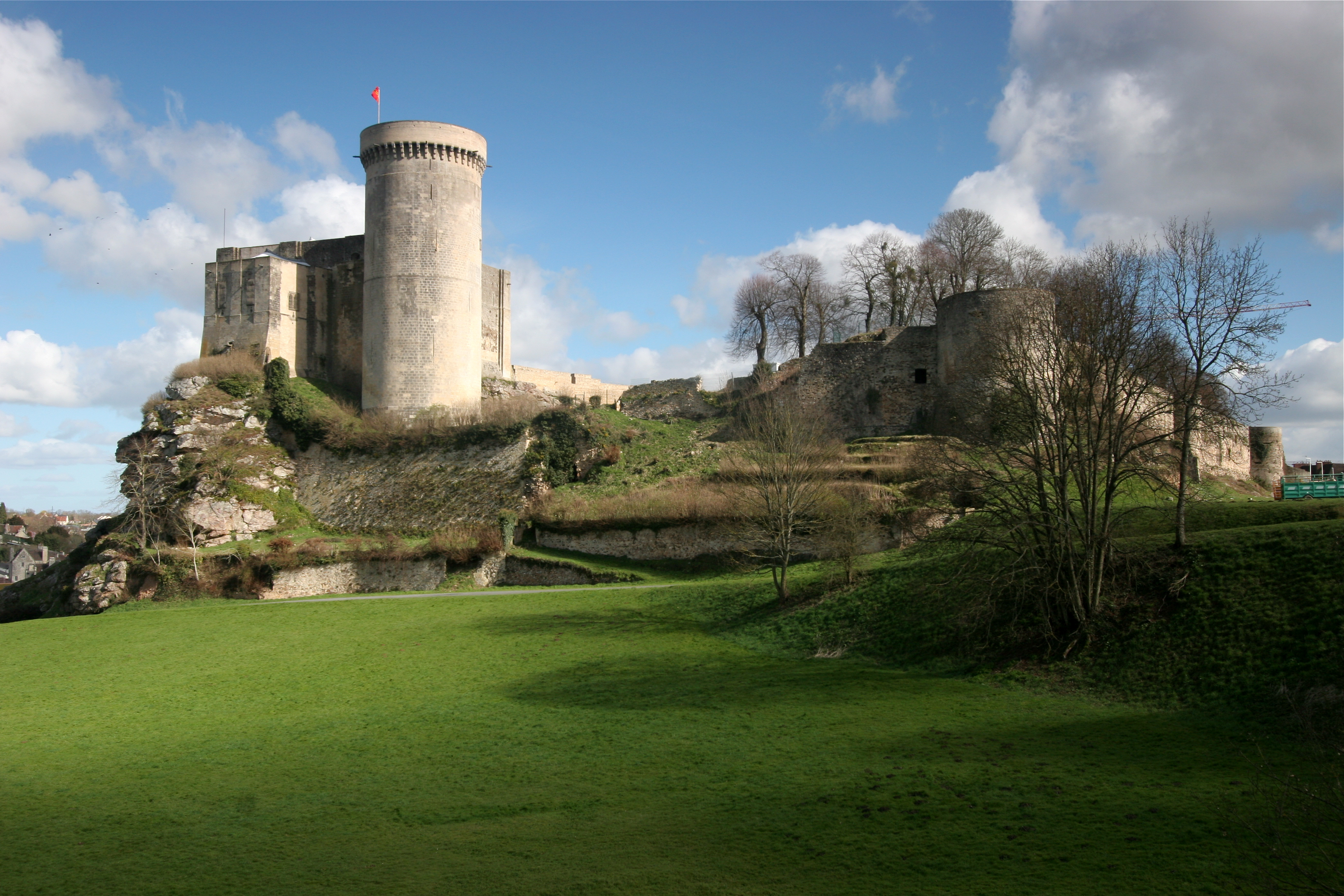
Фалезский замок — резиденция герцогов Нормандии, место рождения Вильгельма Завоевателя

Вильгельм происходил из династии правителей Нормандии, ведущей происхождение от норманна Роллона, который в 911 году получил от короля Франции Карла III Простоватого владения, получившие название Нормандии. Долгое время считалось, что Роллон был датского происхождения, позже выдвигались также версии о его норвежском или шведском происхождении. В настоящее время принято считать, что Роллон был сыном норвежского ярла Мёра, который из-за объединительной политики, проводимой королём Харальдом I Прекрасноволосым был вынужден бежать из Норвегии; при этом большинство его соратников были датчанами. Сам Роллон фактически унаследовал обязанности каролингских графов Руана, однако оммажа королю не приносил, вассалом короля Франции стал в 940 году только его преемник, Вильгельм I Длинный Меч, в результате чего норманны начали интегрироваться во французскую культуру. При преемниках Вильгельма, Ричарде I и Ричарде II, власть правителя Нормандии необычайно усилилась.
Точный год рождения Вильгельма неизвестен. Чаще всего указывается, что он родился в 1027 или 1028 году, но некоторые исследователи относят его рождение к осени 1029 года.
Родился Вильгельм в нормандском городе Фалез — в Фалезском замке (фр. Château de Falaise), одной из резиденций герцогов Нормандии. Он был незаконнорождённым, но единственным сыном правителя Нормандии — герцога Роберта II Великолепного (известного позже также под прозвищем Дьявол), сына герцога Ричарда II. Матерью Вильгельма была Герлева, ставшая любовницей Роберта ещё в то время, когда тот был графом Иемуа (Лемуа).
Хронисты XI века не упоминают о происхождении Герлевы, однако поздние источники указывают, что её отца звали Фулберт, он был зажиточным горожанином из Фалеза, возможно, скорняком. Ордерик Виталий в своих дополнениях к «Деяниям нормандских герцогов» Гийома Жюмьежского (1109) называет Фулберта «полинктором» (лат. polinctor), т. е. или кожевником, или бальзамировщиком тел, указывая в другом отрывке, что он исполнял также обязанности герцогского кубикулария (лат. cubicularius ducis).
Возможно, что от этой связи родилась также дочь Аделиза, или Аделаида, но некоторые исследователи сомневаются в этом, ссылаясь на прямое свидетельство Роберта де Ториньи, считавшего, что дочерью Герлевы Аделаида не являлась.
Нормандская знать в то время избегала браков по христианскому обряду, предпочитая заключать браки «по датскому обычаю». Этот союз не имел благословения церкви и мог быть отменён в любой момент — если была государственная необходимость вступить в христианский брак. Многие нормандские герцоги и члены их семей имели официальных любовниц, а с церковной точки зрения законнорождённость многих представителей рода вызывала сомнение. Однако французская знать дала Вильгельму прозвище Незаконнорождённый, Бастард (лат. Notus, Bastardus).

### Правление в Нормандии

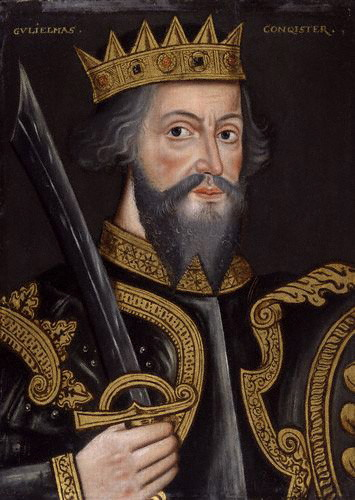
Портрет Вильгельма I кисти анонимного художника, 1620 г. Национальная портретная галерея (Лондон)

#### Положение в Нормандии накануне начала правления Вильгельма
Нормандское герцогство, унаследованное Вильгельмом, отличалось, с одной стороны, достаточно централизованной системой управления, основанной на хорошо развитой военно-ленной системе и обширном герцогском домене, а с другой стороны, огромной массой мелких рыцарей, потомков скандинавских викингов, поселившихся в Нормандии в IX веке, чья энергия выплёскивалась в завоевательных походах в Южную Италию. Нормандия находилась в вассальной зависимости от короля Франции, однако зависимость во многом была формальной, поскольку первые короли Франции из династии Капетингов фактически правили только в своём домене.
Первые правители Нормандии владели большей частью герцогства и обладали немалым личным богатством. Однако во время правления Ричарда II личные земельные владения герцога уменьшились, поскольку был образован ряд фьефов для нормандской знати. В качестве компенсации герцог получил верных вассалов, что укрепило его власть, а также теперь у него появилась достаточно мощная армия. Сам Ричард II был одним из самых могущественных вассалов короля Франции. Кроме того, при Ричарде I были восстановлены церковные структуры, в первую очередь епископат, который из-за нападений норманнов в IX веке находился в плачевном состоянии. Также в Нормандии восстанавливались монастыри и строились новые церкви. Однако епископат находился в сильной зависимости от герцогской власти, а важнейшие кафедры отдавались представителям герцогской династии.
Формально Нормандия считалась графством, однако власть её правителей ничем не уступала королевской, поэтому в XI веке правители Нормандии присваивают себе герцогский титул. Гийом Жюмьежский в «Деяниях герцога Вильгельма», написанных в 1073/1074 годах, называет Вильгельма то графом (лат. comes), то герцогом (лат. dux), то принцепсом (лат. princeps). Ордерик Виталий в написанной около 1141 года «Церковной истории» часто наделяет Вильгельма титулом маркиза (лат. marchio). Многие хронисты же называют Вильгельма герцогом норманнов (лат. dux Normanorum).
На севере от Нормандии располагались графства Фландрия и Понтье, на востоке — Иль-де-Франс, входивший в домен короля Франции, на юге — графства Шартр, принадлежавшее графам Блуа, и Мэн, за которое герцоги Нормандии постоянно спорили с графами Анжу, а на юго-западе — герцогство Бретань, на которое герцоги Нормандии не раз выдвигали претензии, сталкиваясь при этом с графами Анжу, также претендовавшими на влияние в Бретани.
На территории самой Нормандии в это время существовали владения как светских баронов, постоянно враждовавших между собой и с герцогами, так и церковные владения. Главным церковным иерархом был архиепископ Руана, кроме того существовало 6 епископств с центрами в Эврё, Лизьё, Байё, Кутансе, Авранше и Сеэзе. Кроме Сеэзской епархии, которая зависела от сеньоров Беллемских, остальные подчинялись непосредственно герцогу, назначавшему на кафедры своих родственников. Также в Нормандии существовало много монастырей.

#### Юные годы

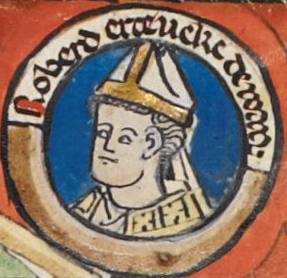
Роберт «Датчанин», архиепископ Руана, фактический правитель Нормандии в 1034—1037 годах

Роберт Дьявол после смерти своего отца Ричарда II в 1026 получил титул графа Иемуа (Лемуа, фр. l’Hiémois), а герцогом Нормандии стал его старший брат Ричард III. Однако Роберта такое положение не устроило и он демонстративно переселился в Фалез. А в августе 1027 года герцог Ричард неожиданно умер, причём в причастности к его смерти историки подозревают Роберта, постоянно враждовавшего с братом.
За время своего правления Роберту пришлось усмирять нормандскую знать, которая решила воспользоваться слабостью герцогской власти, чтобы увеличить свои владения за счёт более слабых соседей, а также бороться против герцога Алена III Бретонского, предъявившего права на Нормандию. Кроме того, Роберт изгнал своего дядю, архиепископа Руана Роберта, который в ответ наложил на Нормандию интердикт. Однако вскоре Роберт помирился с дядей и не без его помощи ему удалось усмирить непокорных вассалов и договориться о мире с герцогом Бретонским, заключив с ним союз. К 1034 году Роберту удалось значительно укрепить герцогскую власть, однако при этом усилилась роль представителей знати, поддержавших Роберта в тяжёлое для него время.
О юности Вильгельма ничего не известно. Вероятно, он жил в Фалезе. Хотя позднее и возникли легенды о том, что уже тогда было много признаков его будущего величия, но документального подтверждения этому нет. Да и тот факт, что герцог Роберт так и не женился на Герлеве, чтобы узаконить положение сына, скорее свидетельствует о том, что первоначально Вильгельм не рассматривался в качестве наследника Нормандии.
В 1034 году Роберт, отправляясь в паломничество в Иерусалим, объявил Вильгельма престолонаследником. Кроме того, он выдал Герлеву, мать Вильгельма, замуж за своего вассала — Герлуина, виконта Контевилля, желая, судя по всему, обеспечить её будущее. От этого брака родилось два сына, Одо и Роберт, в будущем ставшие верными соратниками своего единоутробного брата.
В июле 1035 года, возвращаясь из паломничества в Иерусалим, герцог Роберт Дьявол, отец Вильгельма, умер в Никее. Номинально герцогом Нормандии стал Вильгельм, которому в этот момент было всего около 7 лет, но удержать власть у него шансов было немного: поскольку Вильгельм был внебрачным сыном Роберта, многие представители знати не признавали прав малолетнего Вильгельма на герцогскую корону.
Однако среди многочисленных представителей нормандской династии не нашлось кандидатуры, которая устроила бы всех. Одним препятствовал духовный сан, другим — незаконнорождённость, третьим — вассальная зависимость от других сеньоров, а некоторые просто не смогли заручиться серьёзной поддержкой. Самый опасный с точки зрения права соперник — Николас, сын герцога Ричарда III (старшего брата Роберта Дьявола), был ещё ребёнком определён для духовной карьеры и жил в монастыре Сен-Уан, аббатом которого он стал в 1042 году. На престол могли претендовать и двое младших единокровных братьев Роберта Дьявола — Можер и Вильгельм де Талу, но они не обладали в это время серьёзным влиянием.
Главную роль в признании Вильгельма герцогом Нормандии сыграл архиепископ Руана Роберт, который кроме архиепископства владел ещё и графством Эврё, а также был первым советником покойного герцога Роберта. Существуют сведения, что архиепископ Руана, имевший хорошие связи с королём Франции Генрихом I, добился того, что король признал Вильгельма наследником Роберта Дьявола. Возможно, что Вильгельм тогда был лично представлен королю.
Согласно завещанию покойного герцога, опекунами Вильгельма были его три родственника — герцог Ален III Бретонский, Жильбер (Гилберт), граф де Брион и один из самых могущественных представителей нормандской знати, а также сенешаль Нормандии Осберн де Крепон. Значительную роль при молодом герцоге играл также некий Турчетил (Турольд), владевший землями в Нёфмарше. Хронисты называют его «кормильцем» Вильгельма, но не установлено, какие обязанности он исполнял.
Однако положение Вильгельма продолжало оставаться шатким. В 1037 году умер архиепископ Роберт, после чего ситуация быстро изменилась. О событиях того времени известно очень мало, сохранились только отрывочные сведения в поздних хрониках. Из них известно, что между родственниками Вильгельма началась борьба за то, чтобы оказывать влияние на молодого герцога. Вначале главная роль принадлежала Алену Бретонскому, но он умер в 1040 году. После этого главенствующую роль стал играть Жильбер де Брион, но в том же 1040 году он пал от руки убийцы, которого послал Рауль Гассийский — один из сыновей покойного архиепископа Роберта. В это же время погиб и Турчетиль, воспитатель Вильгельма. А в 1040 или 1041 году во время драки, произошедшей прямо в спальне Вильгельма, погиб и его последний опекун — сенешаль Осборн. Жизнь молодого герцога также не раз подвергалась опасности. Известно, что дядя Вильгельма по матери, Готье, который часто ночевал в его спальне, несколько раз спасал племянника, пряча в хижинах бедняков.
В это время начинается рост могущества двух младших единокровных братьев Роберта Дьявола. Можер в 1037 или 1038 году был утверждён архиепископом Руанским, а Вильгельм де Талу в это же время стал графом Аркеза. Их имена с 1039 годов встречаются на актах сразу после имени герцога. Усиливается и влияние других родственников Вильгельма, особенно Рауля Гассийского, убийцы Жильбера де Бриона. Тогда Ги Бургундский, друг детства Вильгельма, получил принадлежавшие ранее Жильберу замки Брион и Вернон с титулом графа.
В то время как знать боролась за власть, в Нормандии начались беспорядки. Хозяйство приходило в упадок. По сообщениям хроник, между феодалами возникали распри, приводившие к кровавым столкновениям. Некоторые герцогские замки были захвачены, феодалы возводили новые замки. Однако, несмотря на слабость центральной власти, административная система разрушена не была. Феодальная рента в герцогскую казну выплачивалась регулярно. Епископы сохраняли лояльность герцогу, выплачивая ему причитающиеся суммы с церковных земель. Ричард Гассийский, занявший при герцогском дворе главенствующее положение, сумел собрать армию и провёл несколько успешных военных операций. И традиционное уважение к герцогской власти позволило Нормандии избежать распада.
К счастью для Нормандии, её соседи в это время были заняты междоусобицами и не обращали внимание на события в герцогстве. Король Генрих I дважды вторгался на территорию Нормандии, за что его осуждали в нормандских хрониках. Но, по мнению современных историков, Генрих не желал свержения своего вассала, а пытался устранить угрозу своим владениям со стороны постоянно воюющих нормандских феодалов, а также поддержать своего малолетнего вассала против набравших много власти советников. Ещё один сосед Нормандии — Фландрия, правители которой были традиционными соперниками нормандских герцогов, не спешил воспользоваться беспорядками там. Наоборот, ставший в 1035 году графом Бодуэн V оказывал малолетнему герцогу поддержку. Более того, по мнению историков, именно тогда у Бодуэна V могла родиться идея о заключении брачного договора между Вильгельмом и своей дочерью Матильдой.

#### Начало самостоятельного правления
В 1042 году в возрасте около 15 лет Вильгельм был посвящён в рыцари своим сюзереном, королём Франции Генрихом I, после чего стал больше принимать участие в управлении герцогством. Трудное детство сильно повлияло на его характер. По сообщению хронистов, он не умел читать, был человеком подозрительным и скрытным, ненавидел раздоры и отличался деспотичностью в любой области жизни. Также незаконнорождённость и связанные с ней насмешки привели к тому, что Вильгельм ненавидел сексуальную распущенность.
Первый период правления Вильгельма был посвящён укреплению герцогской власти и обороне границ. Вначале его влияние было незначительным, управление герцогством полностью зависело от силы поддерживавшей его знати. Но, становясь старше, Вильгельм стал больше вмешиваться в управление герцогством и, наконец, в 1046 году попытался взять полноту власти в свои руки. Это решение вызвало недовольство знати, которое вылилось в восстание в Верхней Нормандии, которое возглавил Ги Бургундский, граф Вернона и Бриона. Близкий родственник и друг детства Вильгельма, он был одним из претендентов на титул герцога Нормандии в 1035 году, но тогда он не имел никаких владений в Нормандии, а теперь в его владении были богатые земли указанных графств. Восстание поддержали богатые землевладельцы из Западной Нормандии — виконт Котантена Нигель II де Сен-Совер, виконт Байё Ранульф I, а также ряд других более мелких сеньоров.

Битва при Валь-эс-Дюн

Вильгельм ничего не смог противопоставить восставшим, попытавшимся захватить его в Валони и был вынужден бежать из Нормандии в Фалез, обратившись за помощью к королю Франции Генриху I. Король, озабоченный тяжёлым положением своего вассала, решил помочь ему. Он собрал армию и в 1047 году вторгся в область Имуа, где соединился с немногочисленными отрядами, набранными Вильгельмом в Нормандии. В долине Дюн (к юго-востоку от Кана) армию встретили восставшие, которые успели перебраться через реку Орну. В начавшейся битве при Валь-эс-Дюн герцог Вильгельм проявил себя как храбрый воин, сразив, по словам нормандского поэта Васа, в поединке рыцаря Хардеза из Байё. При этом мятежники были дезорганизованы тем, что на сторону Вильгельма перешёл один из баронов — Ральф II Тессон. В результате битвы армия мятежников была разбита, остатки бежали за реку Орну, причём многие утонули при переправе. Победа стала поворотным пунктом для Вильгельма, захватившего важные замки Алансон и Донфрон, которые можно было использовать в качестве опорных пунктов для дальнейшего наступления.
Однако, несмотря на победу над мятежниками, положение Вильгельма было ещё непрочным. Король Генрих I после победы вернулся в свои владения, а Вильгельм продолжил преследование баронов, многие из которых смогли бежать. Дальнейшая судьба Ранульфа, виконта Байё, неизвестна, но владения он сохранил. Нигель II Контантенский был изгнан в Бретань, но позже смог вернуться в свои владения. Ги Бургундский, хотя и был ранен, смог увести достаточно большой отряд с поля битвы и заперся в замке Брион. Взять замок с ходу Вильгельму не удалось, осада длилась почти три года, и всё это время Брион представлял угрозу для герцогства. Только в конце 1049 или начале 1050 года Ги сдался. Ему была сохранена жизнь, но он лишился своих владений в Нормандии и был вынужден покинуть Нормандию.
Всё время, пока велась осада Бриона, власть Вильгельма фактически распространялась на Нижнюю Нормандию; вероятно, ему не подчинялся даже Руан, жители которого, по словам хрониста Гийома из Пуатье, воспользовались баронским мятежом, чтобы добиться от герцога торговых привилегий. Своим местом пребывания Вильгельм избрал Кан, который в итоге стал одной из главных герцогских резиденций. Благодаря этому Кан быстро превратился в большой город.
А в 1052 году Вильгельму пришлось подавлять ещё одно крупное восстание, которое возглавлял его дядя, Вильгельм де Талу, граф Аркеза, при поддержке своего брата Можера, архиепископа Руана. Они были самыми могущественными феодалами в Верхней Нормандии. Обладавший большими личными амбициями, Вильгельм де Талу, поняв, что герцогскую корону ему получить не удастся, решил попробовать стать независимым от племянника. При этом он был женат на сестре графа Понтье Ангеррана II, что увеличивало его влияние в Верхней Нормандии. Одновременно Вильгельм де Талу обратился за помощью к королю Франции Генриху I, в это время заключившему союз с графом Анжу Жоффруа II Мартелом, врагом Вильгельма.
Узнав о мятеже, в 1053 году Вильгельм осадил Аркез, в чём ему помог опыт осады Бриона. Оставив руководить осадой Готье Жиффара, сам же отправился собирать дополнительные войска, чтобы противостоять французской армии Генриха I, к которому присоединился Ангерран II де Понтье. Их армия осенью 1053 года вторглась в Нормандию. Король пытался пробиться к Аркезу, чтобы доставить осаждённым продовольствие, ему пытался в этом противодействовать герцог Вильгельм, собравший большую армию, но в открытое столкновение он вступать не решался. Однако один из командиров Вильгельма 26 октября рискнул напасть у Сент-Обина на большой отряд французской армии, почти полностью уничтожив его, причём в битве получил смертельную рану Ангерран II де Понтье. Хотя у короля Генриха I ещё оставалось достаточно войск, он предпочёл вернуться в свои владения. В конце 1053 года Аркез сдался, но Вильгельм де Талу отделался сравнительно легко. Его владения были конфискованы и вошли в состав графства Руан, а сам он уехал в Булонь, больше не доставляя проблем Вильгельму. В 1054 или 1055 году Вильгельм добился также низложения Можера, который был сослан на остров Гернси. Это было последнее крупное восстание знати в Нормандии во время правления Вильгельма.
Позже Вильгельму удалось избавиться и от ряда других врагов из своей семьи. В 1056 году он обвинил в мятеже Вильгельма Герлана, графа Мортена, изгнал его, передав Мортен своему сводному брату Роберту. Также он выгнал Вильгельма Бюсака, второго сына Вильгельма I, графа Э.
В итоге Вильгельм навёл порядок в собственном герцогстве. Были разрушены замки баронов, построенные в период его несовершеннолетия, введены строгие наказания за нарушение «герцогского мира», создана разветвлённая структура местной администрации, подчинённая непосредственно герцогу. Самыми важными должностными лицами стали виконты, причём эта должность превратилась в наследственную. В этом отношении Вильгельм значительно опередил последующие мероприятия королей Франции. Он также уделял повышенное внимание делам церкви и поддерживал усилия по реформированию церковных институтов в духе клюнийского движения. Не злоупотребляя своей возможностью влиять на назначение епископов и аббатов, Вильгельм обеспечил себе поддержку как местного высшего духовенства, так и самого папы римского.

#### Дипломатия Вильгельма

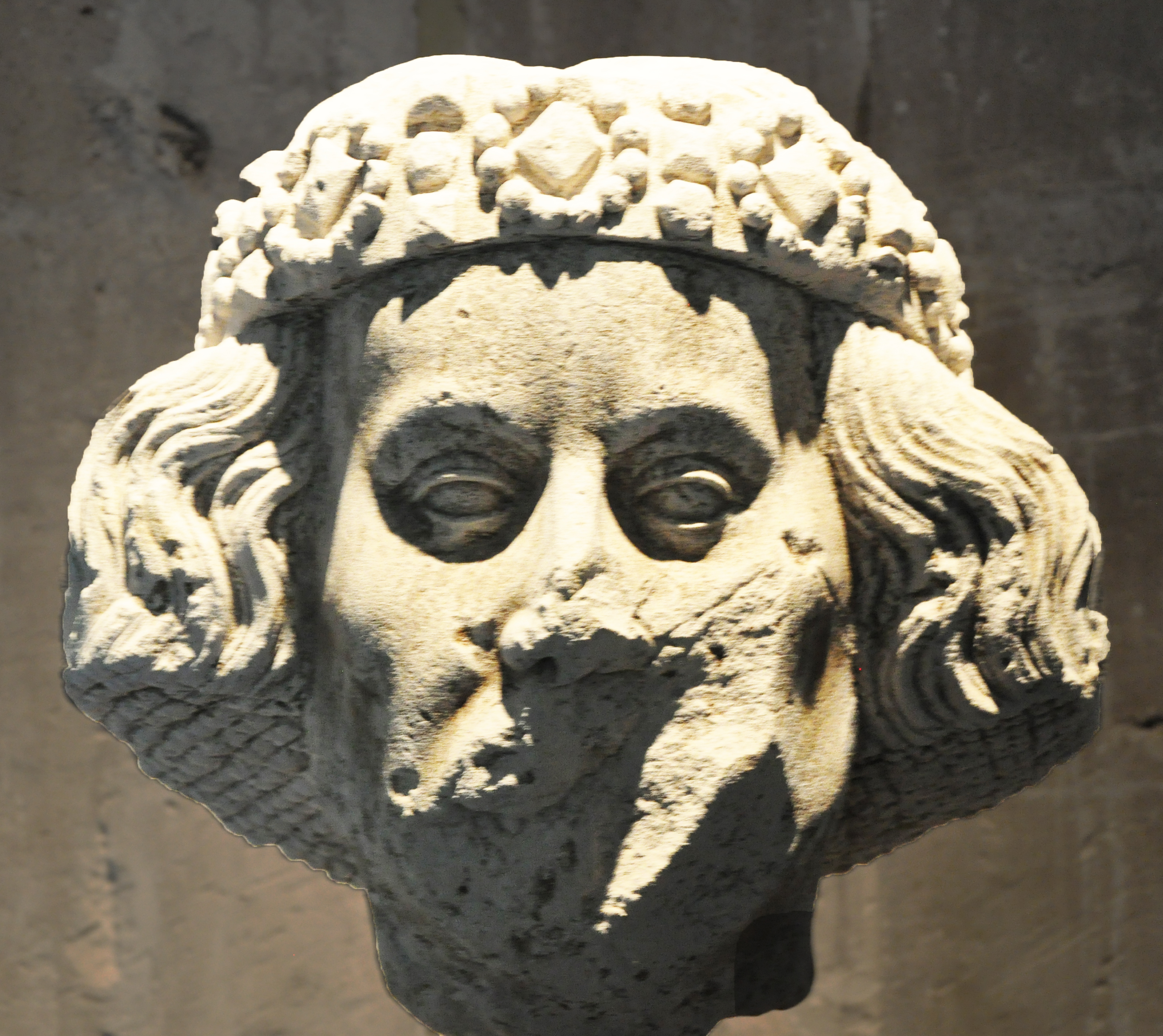
Бюст Вильгельма Завоевателя. Музей Жюмьежского аббатства Св. Петра

Также Вильгельм постарался наладить дипломатические отношения с соседями и защитить границы Нормандии от посягательств соседних правителей. Около 1049 года Вильгельм начал переговоры с графом Фландрии Бодуэном V, прося руки его дочери Матильды. Однако известие о возможности такого брака вызвало недовольство императора Священной Римской империи Генриха III, недовольного тем, что Бодуэн приобретает себе союзников за пределами империи. В итоге в октябре 1049 года на Реймсском соборе союзник императора, папа римский Лев IX, запретил этот брак по причине кровного родства.
Несмотря на это, между 1050 и 1052 годами Вильгельм женился на Матильде. От этого брака родилось четверо сыновей и шесть дочерей. Разгневанный папа немедленно отлучил Вильгельма от церкви. Это наказание было снято только в 1059 году, спустя 6 лет, когда при новом папе Николае II отношения Нормандии с Римом улучшились; герцог обязался во искупление греха непослушания построить 4 богадельни и 2 монастыря.
Вильгельм распространил своё влияние на соседей благодаря браку своей сестры Аделаиды, выданной в 1052 году замуж за Ангеррана II, графа Понтье. После гибели Ангеррана в 1053 году герцог Вильгельм конфисковал Омальское графство, находившееся в вассальной зависимости от Нормандии, и передал его Аделаиде, а саму её выдал за Ламберта II, графа Ланса, младшего брата Евстахия II, графа Булони. Возможно, этот брак был призван укрепить союзные отношения между Нормандией и Фландрией, поскольку Ламберт являлся одним из доверенных лиц графа Бодуэна. Однако уже в 1054 году Ламберт был убит при осаде Лилля войсками императора Генриха III. Позже Аделаида была выдана замуж за Эда III де Блуа, графа де Труа и Мо, лишившегося своих владений в Шампани. Эд, муж Адели, сблизился с Вильгельмом и позже принял активное участие в завоевании Англии.
Считается, что к этому же времени относятся контакты Вильгельма с королём Англии Эдуардом Исповедником. По отцовской линии Вильгельм был внучатым племянником Эммы, жены английского короля Этельреда II и матери Эдуарда. После гибели мужа она вышла замуж за нового короля Англии Кнуда Великого. В 1042 году Эдуард, который более 25 лет провёл в изгнании при дворе герцога Нормандии, стал королём Англии. Сохранились только источники, в которых показана норманнская версия событий. Согласно сообщению Гийома из Пуатье, Эдуард любил Вильгельма как брата или сына, и потому именно его фактически «назначил» своим наследником, отправив в Англию нормандских послов, оказавших давление на выборщиков. Однако никаких других подтверждений этому сообщению нет, а поскольку очевиден факт, что главной целью биографии Вильгельма, написанной Гийомом де Пуатье, было оправдание завоевания Англии, то ко всем его известиям нужно относиться осторожно.
Став королём, Эдуард начал активно привлекать нормандских дворян на свою службу, стремясь создать себе опору против могущественной англо-датской аристократии, контролировавшей рычаги управления англосаксонского государства. Многие нормандские рыцари и священнослужители получили высокие посты и земельные владения в Англии. Сестра короля Эдуарда вышла замуж за Дрого, графа Вексена, одного из соратников отца Вильгельма. Согласно Гильому де Пуатье, Эдуард, не имевший детей, объявил Вильгельма своим наследником, что было одобрено английским витенагемотом. Вероятно, источником для этого известия был составленный в 1066 году документ для официального уведомления европейских правителей о завоевании Англии. По сообщению одного из английских хронистов, для этого Вильгельм побывал в Англии в 1051—1052 году, но, по мнению современных историков, это могло произойти в 1050—1051 годах, поскольку в 1051/1052 годах Вильгельм был занят осадой Донфрона. Причиной для такого решения короля Эдуарда мог послужить союз между Нормандией и Фландрией, направленный против императора Генриха III, союзника Англии. И если такое событие действительно имело место, то это могло быть вынужденной мерой для защиты Англии от Фландрии. Однако, это вполне могло быть только дипломатической игрой. Датский конунг Свен Эстридсен уверял, что он также был объявлен наследником. Позже Эдуард пытался вернуть Эдуарда Этелинга, сына своего брата, выгнанного Кнутом из Англии и жившего в Венгрии. Однако перед Вильгельмом появилась перспектива обретения английской короны. В 1052 году, под давлением лидера англо-датской аристократии эрла Годвина, Эдуард Исповедник был вынужден изгнать норманнов из страны, но стороны при этом соблюдали заключённый договор, бывший гарантом защиты от пиратства на Ла-Манше.

#### Войны с соседями

Герцогство Нормандия к 1066 году

В 1050-х годах произошло несколько конфликтов Вильгельма с королём Франции, а также с Жоффруа II Мартелом, графом Анжу, который был очень серьёзным противником Вильгельма. Ещё около 1049 года Вильгельм в союзе с королём Генрихом, недовольным непокорством графа Жоффруа, участвовал в походе на анжуйские земли. А вскоре начался серьёзный военный конфликт, в который оказался вовлечён также король Франции.
В 1051 году умер граф Мэна Гуго IV. Воспользовавшись этим, Жоффруа Анжуйский вторгся в Мэн, став его фактическим хозяином. Семья покойного герцога, его вдова Берта де Блуа, их дети Герберт II и Маргарита, а также епископ Мана Жерве (Гервасий), были вынуждены бежать и укрыться при нормандском дворе. Поскольку при завоевании Мэна также были захвачены замки Домфрон и Алансон, принадлежавшие сеньорам из дома Беллемов, вассалам Вильгельма, то Вильгельм счёл возможным вмешаться. Он довольно быстро осадил Домфрон. Вскоре в Мэн также вторглась армия короля Франции Генриха I, призванного Вильгельмом. Во время одной из вылазок Вильгельм захватил и поджёг Алансон, жители которого, по словам поэта Васа, насмешливо выкрикивали «Кожа, кожа для скорняка!» (фр. La pel, la pel al parmentier!), намекая на профессию деда герцога по матери. Тридцати двум знатным алансонцам Вильгельм приказал за это отрубить руки и ступни. Это событие получило название «Алансонской резни». Позже сдался и Домфрон. Построив чуть дальше вглубь графства замок в Амбриере, Вильгельм отступил обратно в Нормандию.
Однако в 1052 году Жоффруа договорился о мире с королём Генрихом, который, опасаясь возросшей мощи Вильгельма, превратился из его союзника в противника. С этого момента Генрих начал подстрекать внутренних и внешних врагов нормандского герцога, в числе которых были граф Блуа Тибо III, герцог Аквитании Гильом VII, а также правители Бретани — граф Пентьевра Эон I, регент Бретани, а позже его племянник, герцог Конан II. Однако, несмотря на то, что его главные союзники, графы Фландрии, Понтье и Булони, не оказывали ему никакого содействия, Вильгельм смог противостоять своим врагам. При этом ему пришлось ещё заниматься подавлением восстания Вильгельма Аркского.

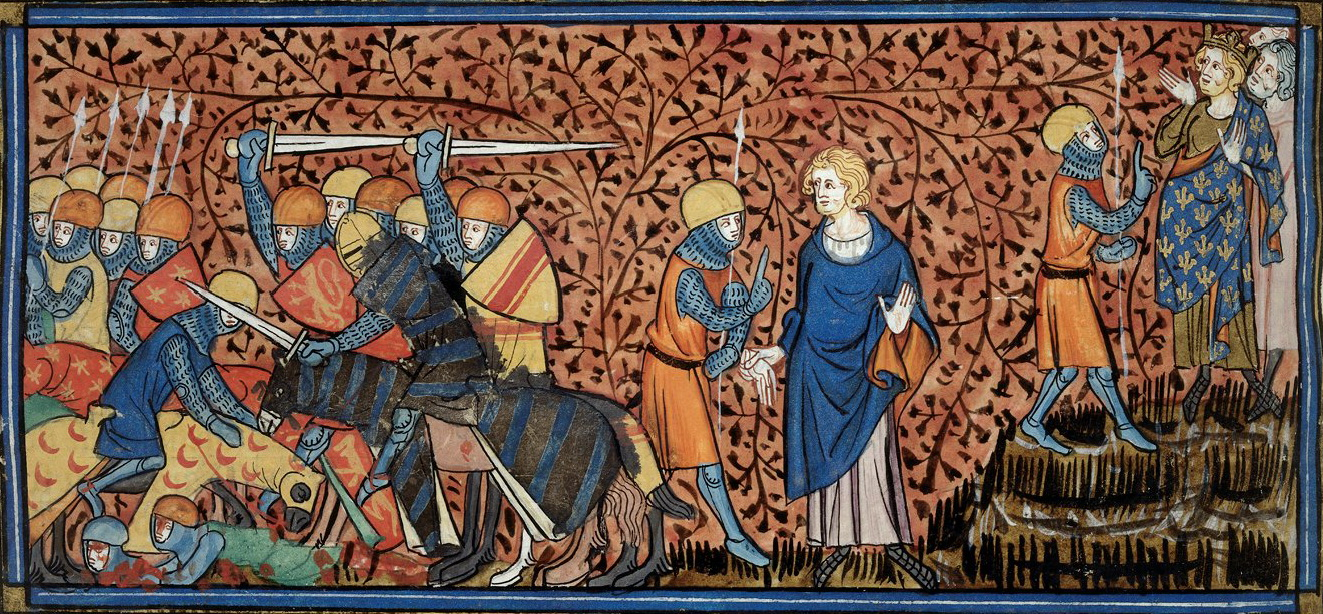
Битва при Мортемере (слева). Вильгельм I отправляет посла к королю Генриху I (справа). Миниатюра из «Хроник Сен-Дени», XIV в.

Первое нападение армии Генриха I произошло в 1053 году, в 1054 году началось крупномасштабное вторжение, в котором также участвовали отряды герцога Аквитании и графов Бургундии и Анжу. Генрих разделил армию на 2 части, но, после того, как вторая армия, которой командовал брат короля Эд, была разбита в битве при Мортемере, король был вынужден отступить. При этом в плен попало много знатных пленников, включая Ги I, графа Понтье, который после двухлетнего заключения согласился стать вассалом Вильгельма.
До 1060 года война шла с переменным успехом. В 1054 году Вильгельм вторгся в Мэн. В ответ в 1057 году Генрих и Жоффруа Анжуйский опять вторглись в Нормандию, разорив при этом часть герцогства к западу от реки Орн. При переправе франко-анжуйцев через реку Див у Варавиля Вильгельм, застав противника врасплох, полностью разгромил его арьергард. В 1058 году Вильгельм вторгся в графство Дрё и взял Тийер-сюр-Авр и Тимер. Генрих попытался вытеснить Вильгельма, но осада Тимера затянулась на два года до смерти Генриха.

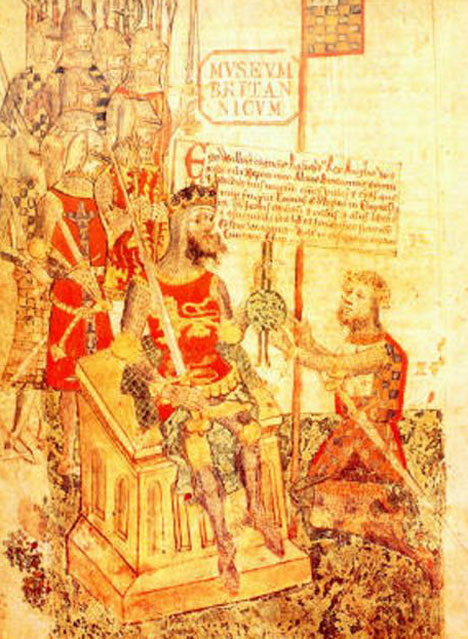
Оммаж Алена Рыжего Вильгельму I Завоевателю. Миниатюра рукописи 1450 г.

Лишь после смерти короля Генриха и Жоффруа Мартела в 1060 году положение изменилось. Регентом Франции стал Балдуин V, граф Фландрии, тесть Вильгельма. В том же году в Дрё Вильгельм принёс оммаж новому сюзерену, малолетнему королю Филиппу I. В Анжу начались усобицы, вызванные борьбой за наследство бездетного Жоффруа между его племянниками. Это позволило Вильгельму перейти к подчинению Мэна.
Поскольку наследники Мэна жили при его дворе, Вильгельм принял оммаж у Герберта II дю Мэн, а потом при первой же возможности обручил его со своей дочерью, а сестру Герберта, Маргариту, обручил со своим старшим сыном и наследником Робертом. Для обоснования этих действий была придумана легенда, по которой короли Франции якобы в своё время даровали Нормандии сюзеренитет над Мэном. Кроме того, Герберт, в 1060 году восстановленный в правах графа Мэна, признал Вильгельма своим наследником в случае, если он умрёт без потомства. До смерти Герберта Вильгельм имел возможность вмешиваться во внутренние дела графства. Однако после смерти Герберта в 1062 году мэнская знать восстала против Вильгельма, опекуна Маргариты, и, при поддержке графа Анжу Жоффруа III, признала в качестве своих правителей Готье, графа Амьена и Вексена, и его жену Биоту, дочь графа Герберта I (деда Герберта II). В ответ Вильгельм начал завоевание графства и в 1063 году опустошил его, захватив столицу Ман и взяв в плен Готье и Биоту. Позже Вильгельм захватил и сжёг город Майен.
Готье и Биота были помещены в заключение в замок Фалез, где умерли в том же году при невыясненных обстоятельствах. Смерть Готье, с одной стороны, помогла Вильгельму избавиться от конкурента в графстве Мэн, а с другой стороны, убрала возможного претендента на английский трон. Поскольку Маргарита Мэнская неожиданно умерла, то Вильгельм сам принял титул графа Мэна, позже передав его своему сыну Роберту.
После присоединения Мэна Вильгельм начал кампанию против герцога Бретани Конана II, отказавшегося принести оммаж, а также совершавшего набеги на нормандские владения. Однако особых успехов Вильгельм добиться так и не смог, хотя Конан и признал сюзеренитет герцога Нормандии.

### Завоевание Англии

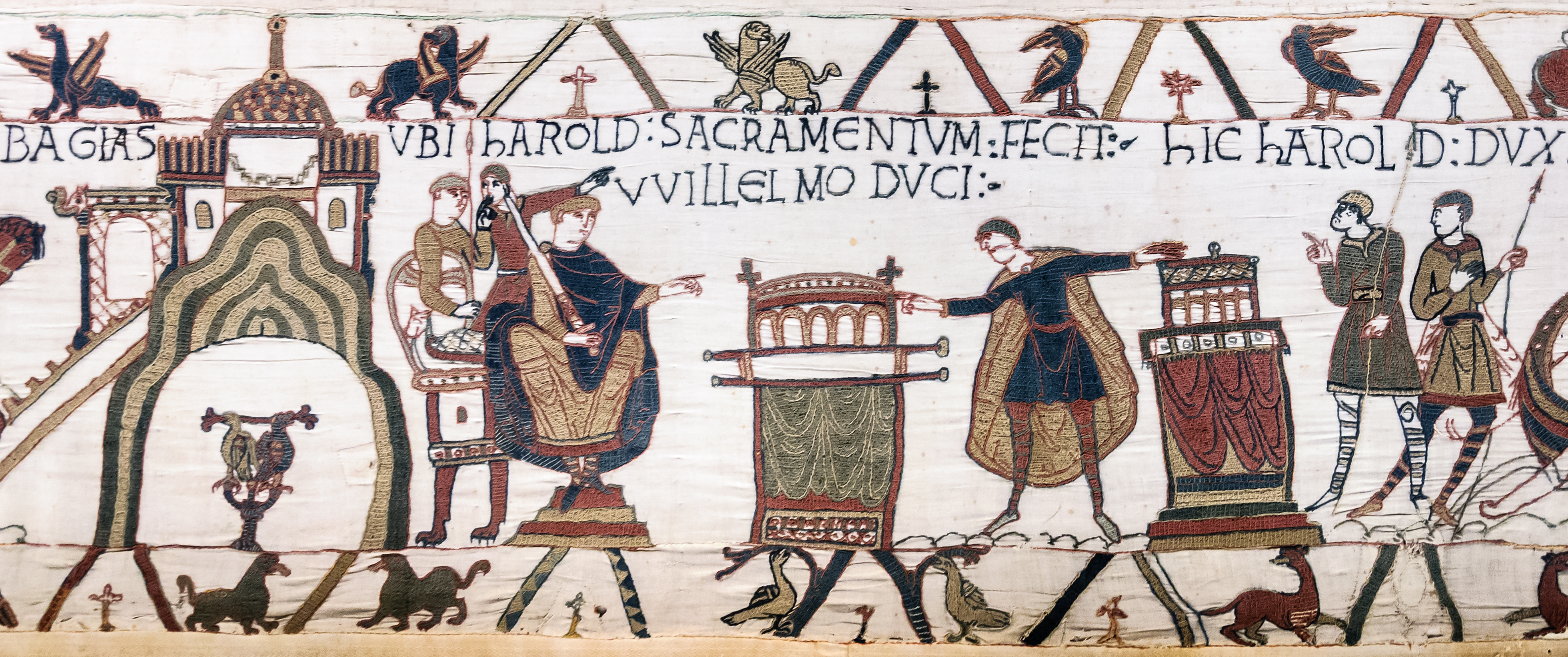
Присяга Гарольда герцогу Вильгельму. Фрагмент ковра из Байё

5 января 1066 года Эдуард Исповедник скончался, не оставив прямых наследников. События, которые предшествовали его смерти и которые привели к завоеванию Англии, изображены на знаменитом ковре из Байё и представляют собой нормандскую версию событий. Также происшедшее отражено в ряде хроник, в первую очередь в «Деяниях герцога Вильгельма» Гийома из Пуатье. Согласно этой версии, в 1064 году Эдуард, чувствуя приближение смерти, послал своего самого могущественного вассала Гарольда Годвинсона к Вильгельму, чтобы он поклялся верности Вильгельму как наследнику английского престола. Однако по дороге Гарольд попал в плен к графу Ги I де Понтье, откуда его освободил Вильгельм.
После этого Гарольд добровольно поклялся на святых мощах в присутствии свидетелей, признав Вильгельма наследником английской короны, и обязался предпринять все меры для его поддержки. Однако позднейшие британские историки сильно сомневались в достоверности этих известий, считая тот факт, что Гарольд попал к Вильгельму, несчастливой случайностью, а также указывая на крайнюю сомнительность как условий договора, так и якобы принесённого Гарольдом оммажа. Никаких других описаний этого события не известно. Но этой клятвой в дальнейшем оправдывали действия Вильгельма.
После смерти Эдуарда английский витенагемот на следующий день после его смерти избрал новым королём Гарольда. По мнению английских хронистов, основанием для этого стало то, что Эдуард перед смертью завещал свой трон Гарольду, брату своей жены. Гарольд был коронован и помазан на царство, получив благословение церкви. Коронацию проводил архиепископ Кентерберийский Стиганд, который, однако, ещё не получил паллий от папы, то есть ещё не был официально признан папской курией. Это обстоятельство дало дополнительный козырь противникам Гарольда.
Вильгельм отказался признать Гарольда королём и заявил собственные претензии на английский престол. Широкой европейской огласке была предана клятва Гарольда, совершённая в 1064 году на святых мощах во время поездки в Нормандию, а также было заявлено о том, что Эдуард признал своим наследником именно Вильгельма.
Нарушение клятвы стало удобным поводом для римского папы Александра II, чтобы встать на сторону Вильгельма Нормандского. Его решение не получило поддержки со стороны большинства кардиналов, но встретило горячее одобрение со стороны архидиакона Гильдебранда, будущего папы Григория VII. Вильгельм начал подготовку к вторжению в Англию, заручившись поддержкой баронов своего герцогства, и его репутация обеспечила приток в его армию большого количества рыцарей из соседних северофранцузских княжеств. Нормандцы составляли не более трети армии Вильгельма, остальные воины прибыли из Мэна, Аквитании, Фландрии и Франции. В результате к августу 1066 года в распоряжении герцога была крупная и хорошо вооружённая армия, насчитывающая около 7000 человек, ядро которой составляла высокоэффективная нормандская конница, однако была и пехота. Для перевозки людей через Ла-Манш в один приём Вильгельм реквизировал, нанял и построил столько кораблей, сколько было возможно.

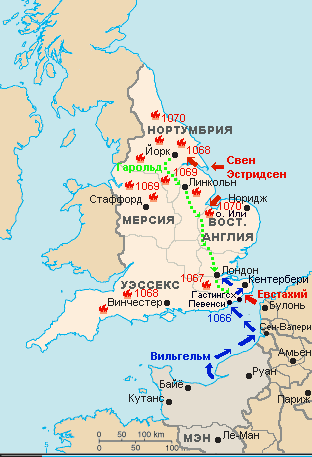
Нормандское завоевание Англии в 1066 году и восстания англосаксов 1067—1070 гг.

27 сентября 1066 года армия Вильгельма погрузилась на судна в устье Соммы и, переправившись через Ла-Манш, утром следующего дня высадилась на английском побережье у города Певенси. Затем герцог переместил свои войска к Гастингсу, где соорудил деревянный замок (motte-and-bailey) и стал ждать подхода английской армии. Король Гарольд находился в это время на севере страны, отражая норвежское вторжение. Узнав о высадке нормандцев, он поспешил на юг, не ожидая подкреплений, которые собирались в графствах. Покрыв расстояние от Йорка до Гастингса за 9 дней, англосаксонская армия к 13 октября подошла к позициям Вильгельма. Ранним утром 14 октября нормандские войска атаковали англосаксов и в жестокой битве разгромили их. Король Гарольд был убит.
Битва при Гастингсе стала переломным моментом в нормандском завоевании Англии. Страна оказалась открытой перед войсками Вильгельма. Лишь в Лондоне сохранялось сопротивление национальной партии, провозгласившей новым королём Эдгара Этелинга, последнего представителя древней англосаксонской королевской династии. Лондон был ключом к Англии, и Вильгельм немедленно после Гастингса попытался атаковать его, однако получил отпор. Тогда нормандская армия стала окружать город, одновременно разоряя его пригороды.
Лидеры англосаксонской знати были вынуждены покориться. В Уоллингфорд, где к этому моменту располагался Вильгельм, направился Стиганд, архиепископ Кентерберийский, и принёс ему клятву верности. Вскоре его примеру в Беркхэмстеде последовали другие вожди национальной партии (эрлы Моркар и Эдвин, Эдгар Этелинг). Вильгельм был признан королём Англии. Вскоре нормандская армия вступила в Лондон, а 25 декабря 1066 года в Вестминстерском аббатстве (которое к данному времени ещё не было построено) состоялась коронация Вильгельма английской короной.
Хотя с самого начала Вильгельм подчёркивал законность своего права на престол, у него не было кровного родства с англосаксонскими королями, и власть нормандцев первое время опиралась исключительно на военную силу. По всей стране были возведены королевские замки, контролировавшие прилегающие территории. Земли англосаксонской знати конфисковывались и передавались северофранцузским рыцарям и баронам. Высшие должности в администрации короля и посты в церковной иерархии стали замещаться нормандцами.
В конце марта 1067 года король отправился в Нормандию, где оставался до декабря, и которой в его отсутствие в Англии управляли его ближайшие соратники Уильям Фиц-Осберн и епископ Одо. По возвращении в Англию Вильгельм подавил англосаксонский мятеж в Эксетере и в 1068 году совершил первый из своих походов в Северную Англию, где возвёл замок в Йорке и принял клятвы верности от североанглийской знати. Тем не менее именно на севере сопротивление нормандской власти было особенно сильным. В 1069 году там два раза вспыхивали восстания англосаксов, подавлением которых руководил лично Вильгельм. Положение осложнилось прибытием датского флота, поддержавшего мятежников, и волнениями в западной Мерсии и Стаффордшире.
Зимой 1069 года началась знаменитая кампания «Опустошение Севера», в ходе которой к лету 1070 года Йоркшир, Чешир, Шропшир, Стаффордшир, Дербишир и другие североанглийские графства были полностью разорены войсками Вильгельма, а их население резко уменьшилось из-за убийств и бегства в другие части Англии. Например, в округе Амундернесс во времена Эдуарда Исповедника стояло 62 деревни, а к 1087 году осталось лишь шестнадцать. Планомерное уничтожение населения и хозяйства Северной Англии, последствия которого ощущались ещё спустя десятилетия после походов Вильгельма, было предпринято для ликвидации самой возможности повторения восстаний против власти короля.
В 1070 году Вильгельм добился ухода из Англии датчан, проведя успешные переговоры с конунгом Свеном Эстридсеном, а в следующем году подавил последний очаг англосаксонского сопротивления на острове Или, где укрепился со своими сторонниками мятежный тэн Херевард. Это завершило завоевание Англии, однако продолжались стычки на шотландской границе: в Шотландии при дворе короля Малькольма III нашёл убежище Эдгар Этелинг и некоторые другие англосаксонские магнаты. Для ликвидации этой угрозы в августе 1072 года Вильгельм вторгся на территорию Шотландии и быстро дошёл до Тея. Малькольм III по договору в Абернети был вынужден признать Вильгельма королём Англии, принести ему оммаж и обязаться не предоставлять убежище врагам короля. В заложники Вильгельму был передан младший сын шотландского монарха Давид.

### Войны во Франции

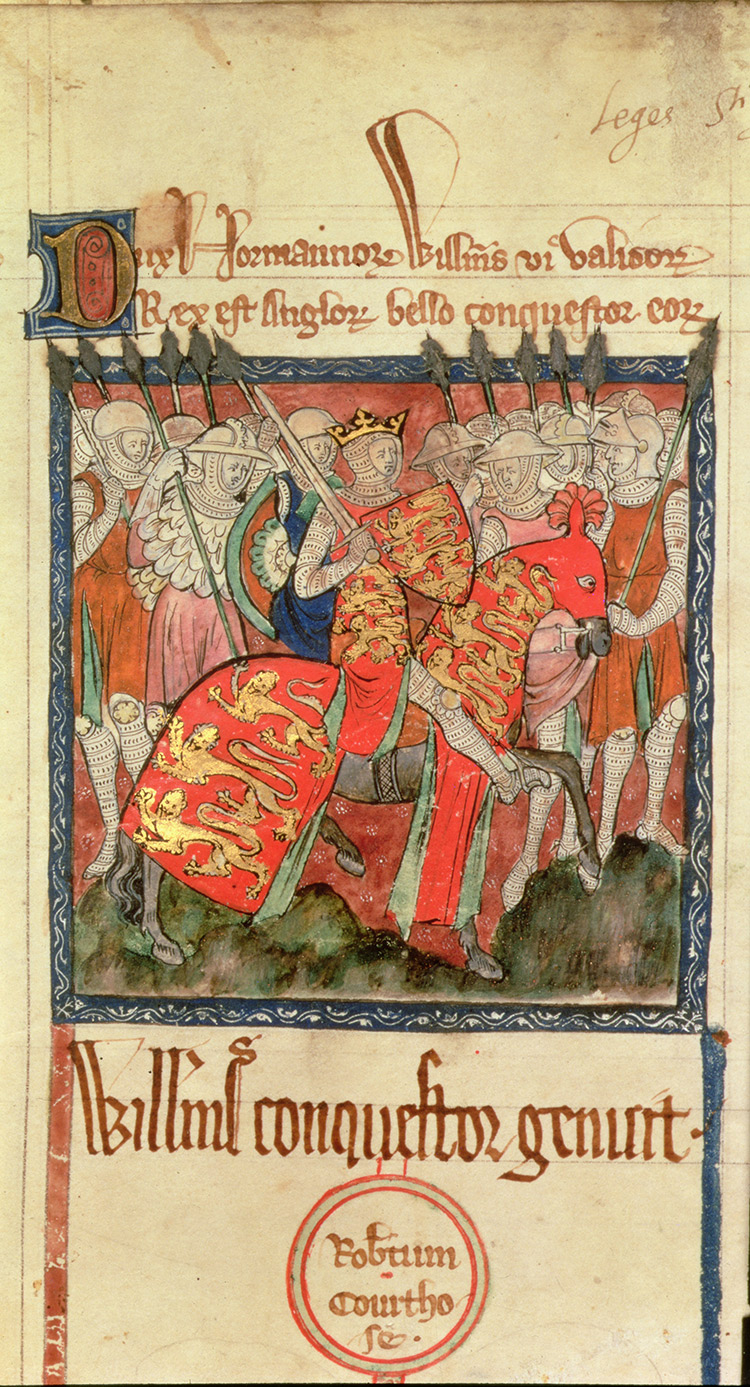
Вильгельм Завоеватель. Миниатюра рукописи «Liber Legum Antiquorum Regum», XIV в. Британская библиотека

В то время, как король Вильгельм покорял Англию, безопасность его нормандских владений оказалась под угрозой. Во Фландрии в 1071 году вспыхнуло восстание против графини Рихильды, союзницы Вильгельма, и к власти пришёл Роберт Фриз, ориентировавшийся на короля Франции и враждебно настроенный к Нормандии. При его дворе нашли убежище многие англосаксонские тэны. В Анжу установилась власть графа Фулька IV, выдвинувшего претензии на Мэн, находившийся под нормандским сюзеренитетом. В 1069 году в Мэне при поддержке анжуйцев вспыхнуло восстание и нормандские войска были изгнаны из страны. Лишь в 1073 году Вильгельму удалось вернуть Мэн под свой контроль. Тем не менее борьба с Фульком IV продолжилась до 1081 года, когда стороны достигли компромисса: Мэн оставался под властью сына Вильгельма Роберта Куртгёза, но под сюзеренитетом графа Анжуйского.
Угрозу для Нормандии стал представлять и французский король Филипп I, который во время завоевания Англии был ещё несовершеннолетним, но в 1070-х годах начал проводить антинормандскую политику. В 1074 году он предложил Эдгару Этелингу свой лен в Монтрее, на побережье Ла-Манша, что могло привести к созданию англосаксонской базы для отвоевания Британии. Лишь примирение Вильгельма с Этелингом в 1076 году устранило эту опасность. В том же году, отправившись с армией наказать Бретань, которая также помогала англосаксонским беженцам, Вильгельм потерпел поражение от войск французского короля в битве при Доле. В 1078 году Филипп I поддержал мятеж старшего сына Вильгельма, Роберта Куртгёза, недовольного отсутствием у него реальной власти в Нормандии. Роберт попытался захватить Руан, но был отбит и бежал во Фландрию. Вскоре он с французской помощью обосновался в замке Жерберуа на нормандской границе и стал разорять владения своего отца. Вильгельм лично возглавил армию, осадившую Жерберуа, но лишь с большим трудом принудил город к капитуляции, получив при осаде тяжкую рану. Роберту удалось примириться с отцом, однако, в 1083 году он бежал из страны и нашёл убежище у короля Франции.

### Правление в Англии

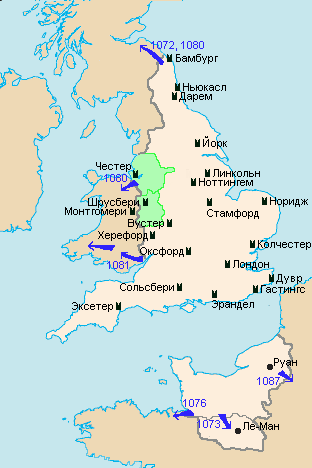
Англо-нормандская монархия в 1087 году и важнейшие английские замки. Зелёным цветом показаны Чеширская и Шропширская марки

Малоуспешные войны в Нормандии в 1072—1084 годах сильно отвлекали Вильгельма от состояния дел в Англии. Король стал много времени проводить за Ла-Маншем, а в 1077—1080 годах почти три года подряд находился вне Англии. Во время его отсутствия страной управлял тот или иной из ближайших соратников Вильгельма: Одо, епископ Байё, Ланфранк, Жоффруа, епископ Кутанса. Хотя сопротивление англосаксонской знати было сломлено, один представитель высшей аристократии Вальтеоф, граф Нортумбрии, сын легендарного правителя Нортумбрии Сиварда (датчанина по происхождению) времён короля Эдуарда Исповедника, всё ещё сохранял высокие позиции при дворе Вильгельма. В 1075 году он заключил союз с Роджером Фиц-Осберном, графом Херефордом и Ральфом, графом Восточной Англии, и они открыто выступили против короля. Восставшие обратились за помощью к Дании, однако прежде чем датский флот отплыл к английским берегам, мятеж был подавлен. Иногда «восстание трёх графов» рассматривается как последний очаг англосаксонского сопротивления, однако очевидно, что мятеж не был поддержан англосаксами и остался личным предприятием его организаторов.
Поражение восстания имело далеко идущие последствия: древние графства Нортумбрия, Херефорд и Восточная Англия были упразднены, причём Нортумбрия была передана под управление Даремского епископа. Опора последнего на нормандцев привела в 1080 году к новому мятежу в северо-восточной Англии, который был жестоко подавлен Одо, епископом Байё. Для укрепления позиций на севере в том же году был предпринят второй поход в Шотландию, который возглавил Роберт Куртгёз. Нормандские войска дошли до Фолкерка, но граница по-прежнему оставалась слабо укреплённой.
Бо́льшего успеха Вильгельм добился в деле обеспечения безопасности Англии со стороны валлийских королевств. Начало было положено назначением графом Херефорда в 1066 году Уильяма Фиц-Осберна, который выстроил ряд замков вдоль южной части границы с Уэльсом и аннексировал Гвент. В 1071 году была создана Честерская марка во главе с Гуго д’Авраншем, которому удалось отодвинуть английскую границу до Конуи и установить контроль над Гвинедом. Третья приграничная марка была создана в 1075 году в верхнем течении Северна и Ди с центром в Шрусбери. Её граф Роджер Монтгомери расширил территорию Англии за счёт Поуиса и выстроил замок Монтгомери, доминирующий над центральным Уэльсом.
Последним военным предприятием Вильгельма в Англии была его экспедиция в южный Уэльс в 1081 году, когда англо-нормандские войска практически без сопротивления дошли до Сент-Дейвидса, а карательным — осуждение и арест в 1082-м одного из своих ближайших советников и друзей — Одо, епископа Байе, вознамерившегося собрать собственное войско для морского похода в Италию с целью захвата папского престола, но вовремя схваченного на острове Уайт. Хотя задуманный в 1085 году претендентом на английский трон датским королём Кнудом IV морской поход так и не был осуществлён, Вильгельм вынужден был готовиться к его отражению.
Величайшее достижение правления Вильгельма Завоевателя — всеобщая перепись земельных владений в Англии, осуществлённая в 1086 году, результаты которой были представлены в двухтомной «Книге страшного суда». Это ценнейший источник по состоянию англо-нормандского общества конца XI века, не имеющий аналогов в средневековой Европе. Сам факт появления такого труда прекрасно демонстрирует эффективность власти Вильгельма и его могущество в завоёванной стране.
1 августа 1086 года в Солсбери было созвано всеобщее собрание баронов и рыцарей королевства, на котором они принесли оммаж и клятву верности королю Вильгельму. Установление личной зависимости рыцарей Англии от короля имело большое значение для формировании в стране сильной королевской власти. В английском феодальном праве возникло положение, согласно которому верность рыцаря своему сеньору не могла вступать в противоречие с его верностью по отношению к королю. Это способствовало более раннему складыванию национальной монархии в Англии, чем, например, во Франции.

### Церковная политика

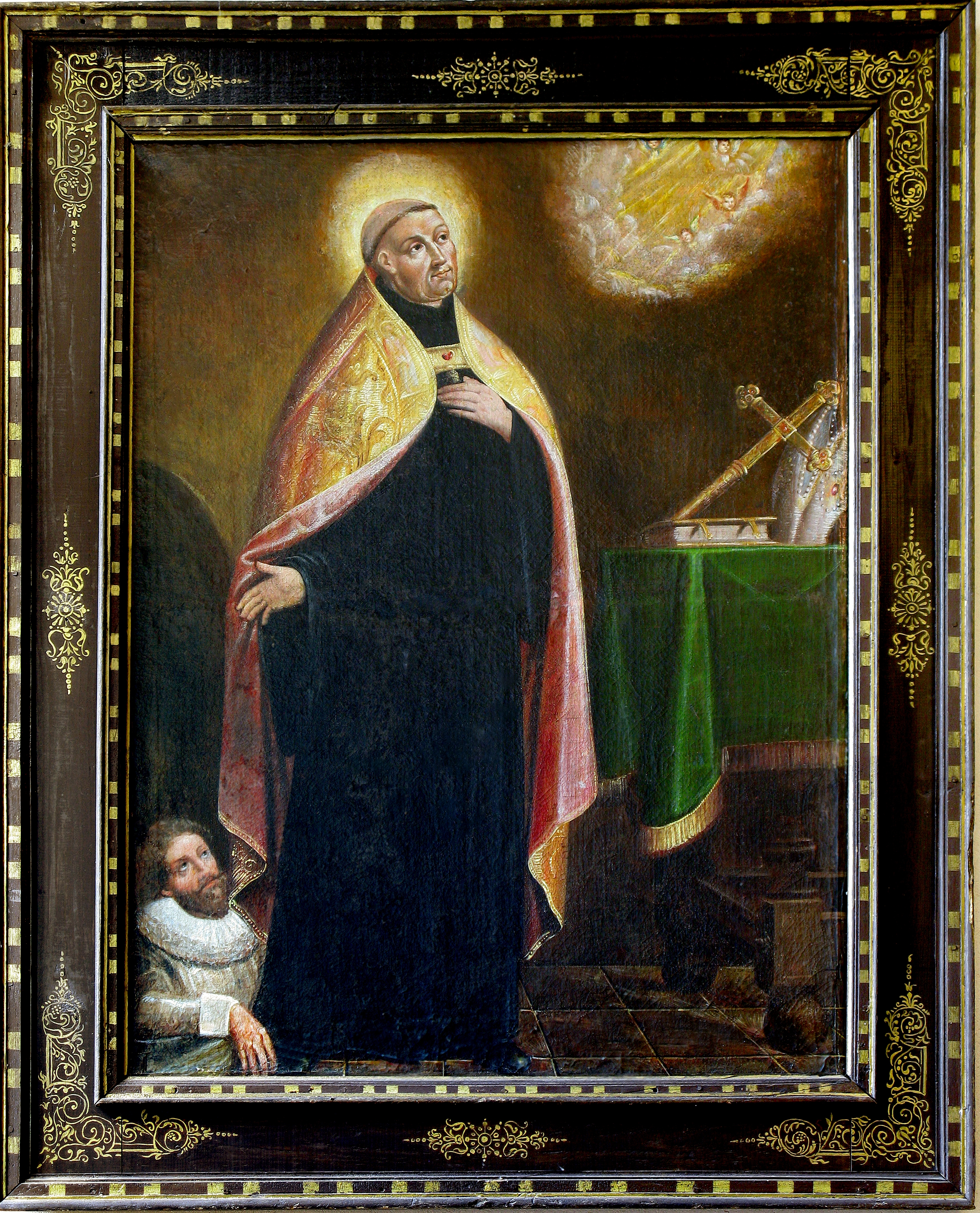
Ланфранк, архиепископ Кентерберийский

В основе церковной политики короля Вильгельма лежала его убеждённость в том, что надзор за состоянием церкви является одной из основных обязанностей монарха. От своих предшественников в Нормандии он унаследовал контроль над назначением епископов и аббатов, а также рычаги вмешательства в дела управления церковными епархиями. К 1066 году объём власти нормандского герцога в отношении церковных вопросов был одним из наиболее широких в Европе. Взяв на вооружение клюнийские идеи об очищении церкви, Вильгельм, тем не менее, не разделял стремления лидеров григорианской реформы освободить духовную власть от влияния светской и укрепить связи национальных церквей с папой римским.
Получив поддержку церкви в завоевании Англии, король не спешил выполнять главное требование папы о смещении архиепископа Стиганда. Лишь прямое вмешательство папы в 1070 году привело к лишению Стиганда церковного сана и его аресту. Новым архиепископом Кентерберийским стал Ланфранк, один из ближайших советников Вильгельма и европейский авторитет в вопросах богословия. Ланфранк полностью разделял представления короля о роли светской власти в церковных делах и возглавил работу по преобразованию английской церкви. Под влиянием Ланфранка были приняты постановления о запрещении симонии и введении обязательного целибата священников. Была реорганизована епископальная структура английской церкви, многие епископские кафедры были перенесены из деревень в города. Созданная в результате этого система диоцезов просуществовала на всём протяжении средних веков. Одним из важнейших мероприятий реформы стало разделение на созванном в 1076 году Ланфранком соборе в Винчестере светской и церковной юрисдикции, что положило начало каноническому праву и становлению независимых от светской власти церковных судов. На посты епископов и аббатов стали назначаться исключительно нормандцы и к 1086 году во всей стране остался лишь один епископ англосаксонского происхождения. Это, с одной стороны, привело к некоторому отчуждению низшего духовенства, а с другой — значительно укрепило контроль центральной власти над церковью и способствовало внедрению в английской церкви современных религиозных идей и практик. В то же время, Винчестерский собор допустил определённые послабления в отношении английского духовенства, легализовав статус уже женатых к тому времени приходских священников.
Проводя реформирование церковных институтов, в отношениях с папой Вильгельм оставался на позициях эгалитаризма. Было установлено, что ни один папа не может быть признан в Англии без согласия короля, что папские послания и буллы не действуют на территории Англии без специального королевского разрешения, что любые нововведения в церковных вопросах должны предварительно одобряться королём. Более того, епископам было запрещено без санкции монарха предпринимать поездки в Рим, даже по вызову папы. Когда в Италии разгорелась борьба между папой Григорием VII и антипапой Климентом III, Вильгельм Завоеватель занял позицию строгого нейтралитета. Король последовательно отказывался признать феодальный сюзеренитет папского престола над Английским королевством, одновременно продолжая выплачивать «Грош Святого Петра».

### Личные качества

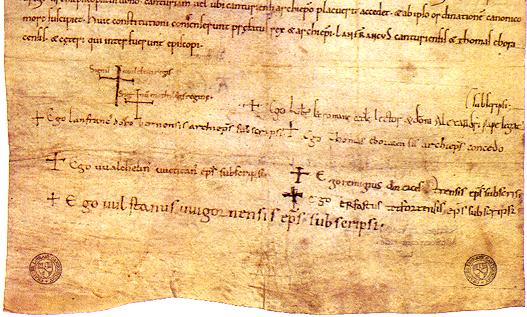
Винчестерский договор с «подписями» Вильгельма I и Матильды в виде крестов, и расшифровками Ланфранка, 1072 г.

Согласно описаниям современников, Вильгельм отличался физической силой, а позднейшие легенды утверждают, что никто, кроме него, не мог натянуть его знаменитый лук. Суровый и воздержанный смолоду, он предавался одной лишь страсти — охоте. Будучи крепок и коренаст, он имел рост выше среднего (178 см) и разговаривал басом. Несмотря на воздержанность в еде и питье, он сильно располнел в пожилом возрасте и, вероятно, с трудом садился на коня. Вероятно, он был неграмотным, но знал на память немало нормандских преданий и ораторским искусством обладал несомненно. Ордерик Виталий сообщает, что в пожилом возрасте он пытался овладеть языком англосаксов, но его усилия не увенчались успехом.
Будучи незаконнорождённым и вспыльчивым от природы, в течение всей своей жизни он сохранял верность супруге Матильде, болезненно реагируя на малейшие намёки как в адрес своего происхождения, так и по поводу родных и близких. Невзирая на наличие непререкаемого авторитета и определённой харизмы при жизни, после смерти вокруг его личности распространялось немало слухов и легенд, в том числе касающихся семьи. В частности, с лёгкой руки Вильяма Мальмсберийского сделался расхожим миф об убийстве им своей жены Матильды, смерть которой в 1083 году он в действительности остро переживал, нашедший отражение в сатирической литературе фаблио.

### Смерть и наследники

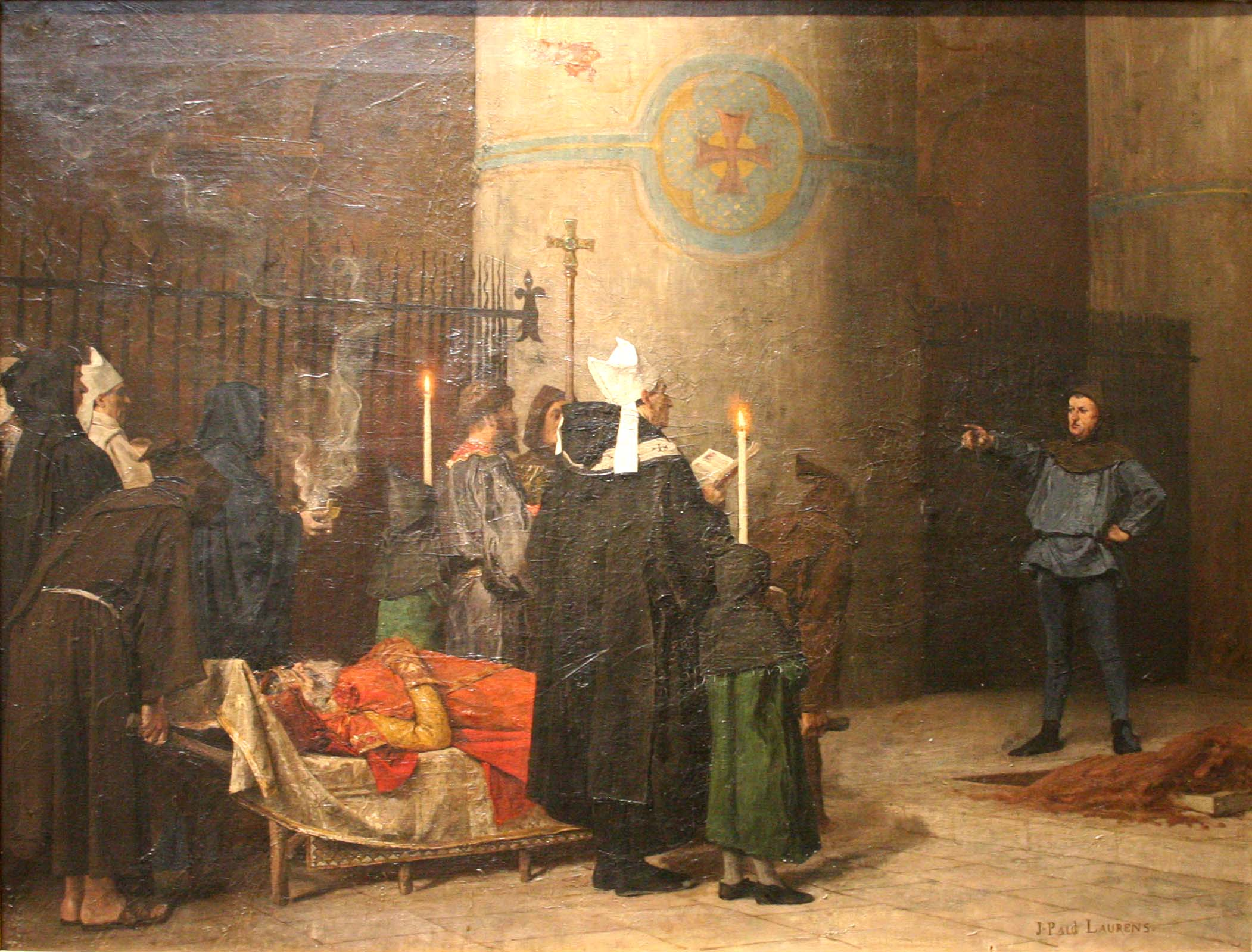
Жан-Поль Лоран. «У смертного одра Вильгельма Завоевателя», 1876 г.

Последняя война Вильгельма развернулась во Франции. Ещё в 1077 году французский король подчинил себе графство Вексен, прикрывавшее подступы к Нормандии со стороны Парижа. Это резко ослабило оборонительную систему восточной Нормандии. В начале 1087 года французский гарнизон Манта, центра Вексена, разорил нормандское графство Эврё. Вильгельм, прибывший в Нормандию ещё в конце 1086 года, потребовал у Филиппа I возвращения Вексена, а после отказа осадил и сжёг Мант. По словам Вильяма Мальмсберийского, располневший на старости лет Вильгельм стал слишком неповоротлив, что послужило одной из причин его смерти. Королевский конь, проезжая по пожарищу, наступил на горячие угли, опрокинулся и ранил Вильгельма в живот (рожок седла повредил брюшную полость). В течение последующих шести месяцев Вильгельм медленно умирал, страдая от жестоких болей — на месте повреждения образовалось нагноение. Раскаиваясь в своих злодеяниях, Вильгельм послал деньги на восстановление сожжённых в Манте церквей и освободил политических заключённых.

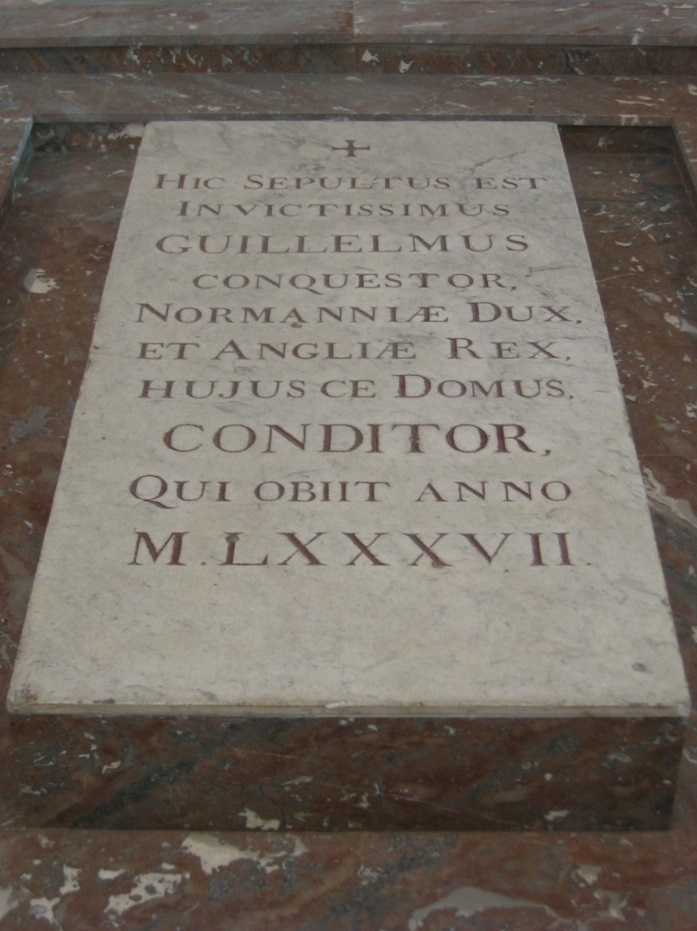
Надгробный камень Вильгельма I в церкви Св. Стефана в Кане

9 сентября 1087 года Вильгельм Завоеватель скончался в возрасте 59-60 лет в монастыре Сен-Жерве, около Руана. Согласно Ордерику Виталию, перед смертью король призвал к себе аббата Ансельма Бекского, который, однако, не смог прийти из-за болезни, и вместе с умирающим находились лишь епископ Лизье Жильбер Мамино, аббат Гюнтер Жюмьежский и двое сыновей, Вильгельм и Генрих, для которых Вильгельм произнёс целую речь, соединявшую в себе как подробную исповедь и устное завещание, так и отеческое наставление. Так это, или иначе, но после их ухода, как сообщает тот же Ордерик, приближённые немедленно покинули неостывшее тело, сбросив его на пол, и разграбили имевшиеся ценности. Герлуин де Контевиль, единственный рыцарь, оставшийся верным своему королю, перевёз тело в Кан, в аббатство Святого Стефана, основанное покойным в 1059 году, во исполнение обета, данного утвердившему его брак папе Николаю. Сразу же после перенесения гроба Вильгельма в Кан в городе вспыхнул большой пожар. Только потушив его, горожане занялись похоронами короля. Во время церемонии выяснилось, что распухшее от жара и разложения тело не помещается в могиле. Попытки втиснуть туда останки привели к тому, что тело буквально лопнуло и стало испускать сильное зловоние, которое не мог заглушить даже ладан. Во время погребения вдруг объявился некий Асселен — сын человека, у которого король отнял землю, на которой была построена церковь Св. Стефана, и запретил хоронить Вильгельма, требуя возмещения ущерба, причинённого покойным. Только после уплаты ему 60 шиллингов прежний землевладелец позволил захоронить тело короля.

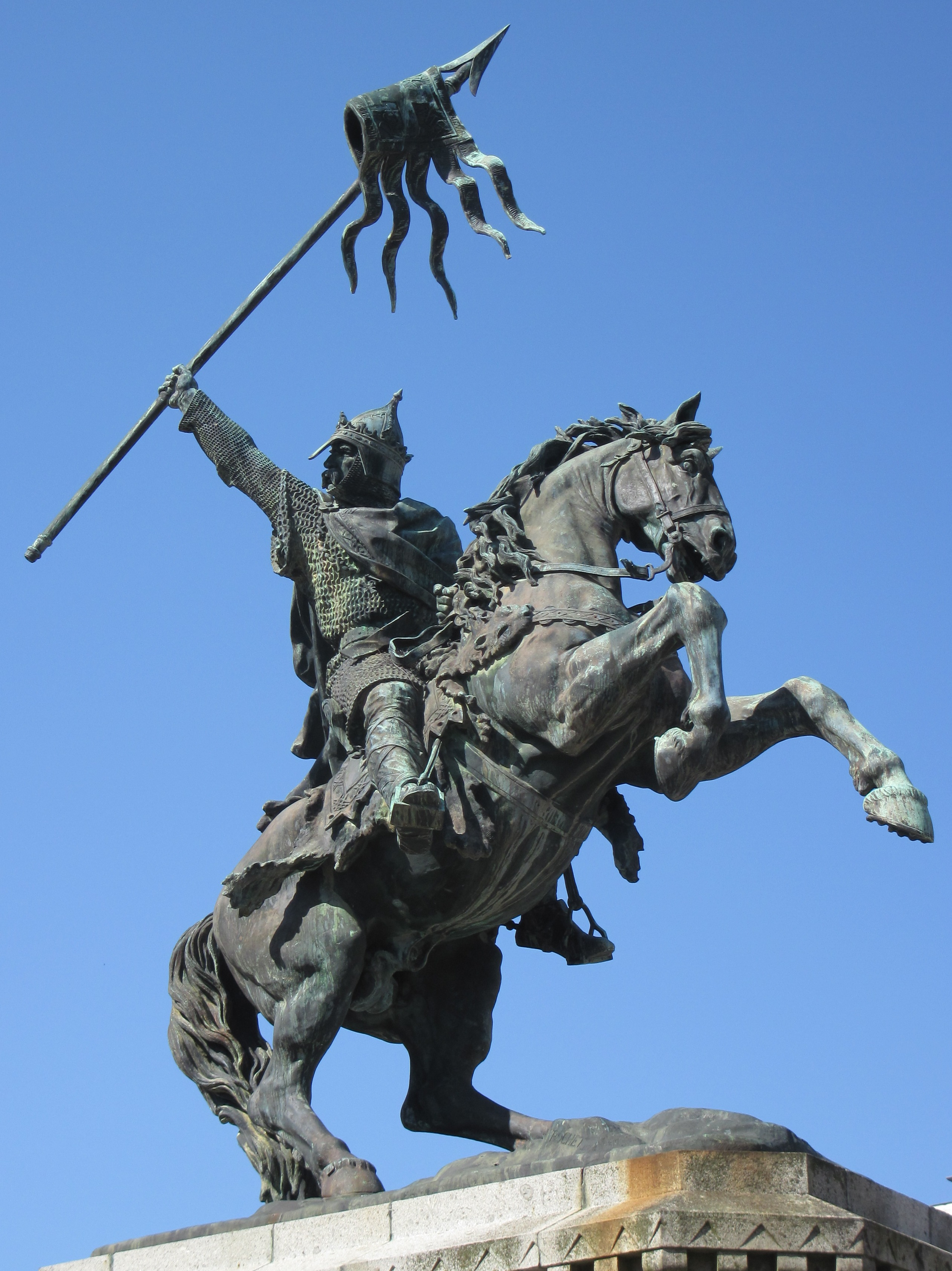
Памятник Вильгельму Завоевателю в Фалезе

Надгробие Вильгельма изготовил по заказу его сына и преемника Вильгельма Рыжего золотых дел мастер по имени Одон, автором надгробной надписи был архиепископ Йоркский Томас из Байё. В 1522 году, по свидетельству канского историка Шарля де Бра, останки короля эксгумировали по просьбе посланцев папы Адриана VI, найдя их прекрасно сохранившимися, а затем вновь с почётом захоронили. При этом местный художник нарисовал портрет Вильгельма, позже утраченный. Но в мае 1562 года храм разорён был гугенотами, гробница разбита, а захоронение уничтожено, и после его восстановления удалось найти одну лишь берцовую кость покойного, в 1642 году захороненную под новым памятником.
Повторно могила Вильгельма была вскрыта в 1793 году, во время Великой Французской революции, и ныне место захоронения отмечено одной лишь вырезанной в начале XIX века простой могильной плитой.
Перед смертью Вильгельм завещал английский престол своему второму сыну Вильгельму II (1087—1100), а герцогом Нормандии, где существовало сложившееся наследственное право, должен был стать его старший сын и неоднократный мятежник Роберт Куртгёз.

### Брак и дети
Жена: с 1050/1052 Матильда Фландрская (около 1031—1083), дочь Бодуэна V, графа Фландрии:
- Роберт Куртгёз (около 1052/1054 — 3 февраля 1134), граф Мэна в 1063—1069, герцог Нормандии в 1087—1106[7][91];
- Ричард (около 1054/1056 — 1075/1081), убит в южной Англии[7];
- Аделиза (Аделида) (около 1055 — до 1113), предполагаемая невеста Гарольда II Годвинсона, возможно, умерла монахиней[7][92];
- Сесилия (около 1056 — 3/13 июля 1126/1127), аббатиса монастыря Святой Троицы в Кане[7];
- Вильгельм II Рыжий (около 1060 — 2 августа 1100), король Англии с 1087[7][93];
- Констанция (около 1057/1061 — 13 августа 1090); муж: с ок. 1086/1088 Алан IV (ум. 13 октября 1119), герцог Бретани с 1084[7];
- Матильда (около 1061 — ок. 1086)[7][94];
- Адела (около 1066/1067 — 8 марта 1138); муж: Этьен II (ум. 19 мая 1102), граф Блуа, Шартра, Шатодёна, Сансера и Мо с 1089[7];
- Агата (ум. до 1074), невеста Альфонсо VI, короля Кастилии и Леона, затем Симона де Вексен, графа де Бар-сюр-Об[7];
- Генрих I Боклерк (1068 — 1 декабря 1135), король Англии с 1100, герцог Нормандии с 1106[7][95].

Ранее также считалось, что ещё одной дочерью Вильгельма (возможно незаконнорождённой) была Гундреда (около 1063—1085), супруга Вильгельма де Варенна. В настоящее время эта версия считается отвергнутой.

## В художественной литературе
- «История Вильгельма Завоевателя» (фр. Histoire de Guillaume le Conquérant) — художественная биография Антуана Франсуа Прево (1742).
- «Гарольд, последний из саксов» (англ. Harold, the Last of the Saxons) — исторический роман Эдварда Бульвер-Литтона (1848).
- «Вильгельм Завоеватель: историческое повествование» (англ. William the Conqueror: an Historical Romance) — исторический любовный роман Чарльза Джеймса Нейпира (1858).
- «Херевард-повстанец: последние из англичан»[англ.] (англ. Hereward the Wake: Last of the English) — исторический роман Чарльза Кингсли (1866).
- «Саксонский волк: история нормандского завоевания» (англ. Wulf the Saxon: a story of the Norman Conquest) — историко-приключенческий роман Джорджа Альфреда Генти[англ.] (1895).
- «Меч и капюшон» (англ. The Sword and the Cowl) — историческая повесть Эдгара Суона (1909).
- «Завоеватель» (англ. The Conqueror) — исторический роман Джорджетт Хейер (1931).
- «Гилденфорд» (англ. Gildenford, 1977), «Нормандский претендент» (англ. The Norman Pretender, 1980), «Корона раздора» (англ. The Disputed Crown, 1982) — историко-фэнтезийная трилогия Валери Ананд[англ.].
- «Вильгельм Завоеватель» (англ. William the Conqueror) — историко-биографический роман Джона Уингейта (1983).
- «Бросок на Альбион» — исторический роман Александра Торопцева (М.: Терра, 1996. Серия «Викинги»).

## В кино
- «Леди Годива из Ковентри» (англ. Lady Godiva of Coventry) — реж. Артур Любин (США, 1955). В роли Вильгельма — Тайер Робертс.
- «Херевард-повстанец» (англ. Hereward the Wake) — реж. Питер Хэммонд (Великобритания, 1965), телесериал. В роли Вильгельма — Джон Карсон.
- «Кровавый король: Вильгельм Завоеватель» (англ. Blood Royal: William the Conqueror) — реж. Питер Джеффрис (Великобритания, 1990), телефильм. В роли Вильгельма — Майкл Гэмбон.
- «Вильгельм Завоеватель» (англ. Wilhelm Cuceritorul) — реж. Жиль Гранжье, Серджиу Николаеску (Франция, Румыния, 1982). В роли Вильгельма — Эрве Беллон.
- «Вильгельм Завоеватель» (англ. Guillaume le Conquerant) — реж. Фредерик Компэн (Франция, 2013), документальный.
- «Вильгельм, юность завоевателя» (фр. Guillaume, la jeunesse du conquérant) — реж. Фабьен Дрюжон (Франция, 2015). В роли Вильгельма — Жоффруа Лидван.
- «Король и завоеватель» (англ. King and Conqueror) — реж. Балтазар Кормакур (Великобритания, 2025), телесериал. В роли Вильгельма — Николай Костер-Вальдау.

## Комментарии
1. ↑  В русскоязычных источниках встречаются также варианты имени Херлева, Арлева, Арлетта.
2. ↑  Роллон, первый правитель Нормандии, в современных ему источникам именуется правителем (лат. princeps) или графом. Английские хронисты называли правителей Нормандии эрлами, скандинавы — ярлами Руана, французы — графами Руана. Герцогский титул начал использоваться только в XI веке, но в современных исследованиях для удобства все правители Нормандии именуются герцогами[5].
3. ↑  Матерью Алена III была Хависа, дочь нормандского герцога Ричарда I.
4. ↑  Роберт был незаконнорождённым сыном герцога Нормандии Ричарда I.
5. ↑  Традиционное право викингов не давало законным детям каких-либо преимуществ перед незаконнорождёнными, с точки зрения церковного права законнорождённость многих представителей правящей династии вызывала большие сомнения[9].
6. ↑  Жильбер был сыном Жоффруа де Бриона, одного из сыновей герцога Нормандии Ричарда I.
7. ↑  Осборн был племянником Гунноры де Крепон, жены герцога Нормандии Ричарда I.)
8. ↑  Ги был вторым сыном графа Бургундии Рено I и Адели (Юдит), дочери герцога Нормандии Ричарда II, благодаря чему он получил права на Нормандию.
9. ↑  Графство Понтье, сюзереном которого являлись короли Франции, отошло младшему брату Энгеррана II, Ги I де Понтье.
10. ↑  По легенде, Эд нашёл убежище в Нормандии после убийства некого шампанского дворянина, после чего его наследственные владения были захвачены дядей, графом Блуа Тибо III.
11. ↑  Владения Беллемов, которые принадлежали разным представителям дома, располагались на границе Нормандии от Вексена до Бретани.
12. ↑  Мать Готье была дочерью короля Англии Этельреда II.

1. ↑  Брак с Матильдой установил связь Вильгельма с графами Фландрии — сторонниками Годвинов, врагов английского короля[43].

### Исследования
- Барлоу Ф. Вильгельм I и нормандское завоевание Англии / Пер. с англ. под ред. к. ф. н. С. В. Иванова. — СПб.: Евразия, 2007. — 320 с. — 1000 экз. — ISBN 978-5-8071-0240-1.
- Брук К. Саксонские и нормандские короли. 450—1154 / Пер. с англ. Л. А. Карповой. — М.: ЗАО Издательство Центрополиграф, 2011. — 255 с. — 3000 экз. — ISBN 978-5-227-02590-6.
- Боюар Мишель де. Вильгельм Завоеватель / Пер. с франц. Е. А. Прониной. — СПб.: Евразия, 2012. — 368 с. — 3000 экз. — ISBN 978-5-91852-019-2.
- Джуэтт С. О. Завоевание Англии норманнами. — Минск: Харвест, 2003. — 304 с. — (Историческая библиотека). — 5000 экз. — ISBN 985-13-1652-0.
- Дуглас Д. Вильгельм Завоеватель. Викинг на английском престоле / Пер. с англ. Л. Игоревский. — М.: Центрполиграф, 2005. — 431 с. — 7000 экз. — ISBN 5-9524-1736-1.
- Дуглас Д. Ч. Норманны: от завоеваний к достижениям. 1050—1100 гг / Пер. с англ. Е. С. Марнициной. — СПб.: Евразия, 2003. — 416 с. — 2000 экз. — ISBN 5-8071-0126-X.
- Зюмтор П. Вильгельм Завоеватель / Пер. с фр. В. Д. Балакина; вступ. ст. В. В. Эрлихмана. — М.: Молодая гвардия, 2010. — 309 [11] с. — (Жизнь замечательных людей: сер. биогр.; Вып. 1221 (1421)). — 5000 экз. — ISBN 978-5-235-03305-4.
- Мортон А. А. История Англии / Пер. с англ. Н. Чернявской. — М.: Иностранная литература, 1950. — 460 с.
- Рекс Питер. 1066. Новая история нормандского завоевания / Пер. И. И. Хазановой. — СПб.; М.: Евразия, ИД «КЛИО», 2014. — 336 с. — ISBN 978-5-91852-052-9.
- Роуч Леви. Империи норманнов. Создатели Европы, завоеватели Азии / Пер. с англ. Е. В. Поникарова. — М.: Альпина нон-фикшн, 2024. — 384 с. — (Страдающее Средневековье). — ISBN 978-5-00139-758-8.
- Уолкер Йен В. Гарольд. Последний король англосаксов / Пер. З. Ю. Метлицкой. — СПб.; М.: Евразия, ИД «КЛИО», 2014. — 368 с. — ISBN 978-5-91852-061-1.
- Пти-Дютайи Ш. Феодальная монархия во Франции и в Англии X—XIII веков / Перевод с французского С. П. Моравского. — СПб.: Издательская группа «Евразия», 2001. — 448 с. — 2000 экз. — ISBN 5-8071-0086-7.
- Штокмар В. В. История Англии в средние века. — 2-е изд. — СПб.: Алетейя, 2001. — 190 с. — (Pax Britannica). — ISBN 5-89329-264-2.
- Freeman Edward Augustus. William the Conqueror. — New York: The Perkins book company, 1902. — iv, 286 p. (audiobook)
- Stenton Frank Merry. Anglo-Saxon England. — 3d ed. — Oxford: Clarendon Press, 1971. — 765 с. — (Oxford History of England, 2). — ISBN 978-0198217169.

### Справочная
- Вильгельм Завоеватель // Энциклопедический словарь Брокгауза и Ефрона : в 86 т. (82 т. и 4 доп.). — СПб., 1890—1907.  (Дата обращения: 13 июля 2011)
- Hunt William. William the Conqueror // Dictionary of National Biography. — Volume 61. — London: Smith, Elder & Co, 1900. — pp. 293–301.
- Thurston Herbert. William the Conqueror // Catholic Encyclopedia. — Volume 15. — New York: Robert Appleton Company, 1913.
- Le Patourel John. William I of England // Dictionary of the Middle Ages, ed. by Joseph R. Strayer. — Volume 12. — New York: Charles Scribner's Sons, 1989. — pp. 633–634. — ISBN 0-684-18278-5.
- Babcock Robert S. William I the Conqueror // Medieval France: An Encyclopedia, ed. by William Kibler. — New York; London: Garland Publishing, 1995. — pp. 1845–1846. — ISBN 0-8240-4444-4.
- Fryde E. B., Greenway D. E., Porter S., Roy I. Handbook of British Chronology. — 3d revised ed. — Cambridge: Cambridge University Press, 1996. — ISBN 0-521-56350-X.
- Bates D. William I (1027/8–1087) // Oxford Dictionary of National Biography (англ.). — Oxford: Oxford University Press, 2004—2014.